# 戸倉村 (宮城県)
戸倉村（とくらむら）は、昭和30年（1955年）まで宮城県本吉郡の南東部にあった村。現在の南三陸町戸倉にあたる。

## 沿革
- 明治8年（1875年）10月17日 - 水沢県による村落統合にともない、折立村・水戸辺村・滝ノ浜・長清水浜が合併して戸倉村が成立。
- 明治22年（1889年）4月1日 - 町村制施行にともない、戸倉村単独で村制施行。
- 昭和30年（1955年）3月1日 - 志津川町・入谷村と合併し、新制の志津川町となる。

## 行政

### 歴代村長
| 代 | 氏名           | 就任                      | 退任                       | 備考 |
| -- | -------------- | ------------------------- | -------------------------- | ---- |
| 1  | 加藤勇造       | 明治22年（1889年）4月22日 | 明治26年（1893年）4月21日  |      |
| 2  | 今野栄一郎     | 明治26年（1893年）4月22日 | 明治36年（1903年）2月22日  |      |
| 3  | 遠藤秀栄       | 明治36年（1903年）4月16日 | 明治37年（1904年）3月28日  |      |
| 4  | 西条常吉       | 明治37年（1904年）4月3日  | 明治40年（1907年）8月24日  |      |
| 5  | 佐藤可輔       | 明治40年（1907年）11月8日 | 明治42年（1909年）4月1日   |      |
| 6  | 西条信兵衛     | 明治42年（1909年）4月27日 | 明治44年（1911年）5月28日  |      |
| 7  | 佐藤友治       | 明治45年（1912年）2月7日  | 明治45年（1912年）6月30日  |      |
| 8  | 斎藤泰観       | 大正3年（1914年）3月27日  | 大正7年（1918年）3月26日   |      |
| 9  | 後藤長左ェ門   | 大正7年（1918年）8月15日  | 大正9年（1920年）11月27日  |      |
| 10 | 佐々木善右ェ門 | 大正9年（1920年）12月20日 | 大正11年（1922年）5月19日  |      |
| 11 | 西条昇一       | 大正11年（1922年）5月13日 | 昭和13年（1938年）6月10日  |      |
| 12 | 師岡義秀       | 昭和13年（1938年）6月11日 | 昭和21年（1946年）11月30日 |      |
| 13 | 佐々木善三郎   | 昭和22年（1947年）4月5日  | 昭和26年（1951年）4月4日   |      |
| 14 | 小山徳蔵       | 昭和26年（1951年）4月23日 | 昭和30年（1955年）2月28日  |      |